# Bisdom Iba
Het bisdom Iba (Latijn: Dioecesis Ibana) is een rooms-katholiek bisdom met als zetel Iba, op de Filipijnen. Het bisdom is suffragaan aan het aartsbisdom San Fernando. 

## Geschiedenis
Het bisdom werd opgericht op 12 juni 1955, als de territoriale prelatuur Iba, uit delen van de bisdommen  Lingayen-Dagupan en San Fernando, en was suffragaan aan het aartsbisdom Manilla. Op 17 maart 1975 veranderde het van kerkprovincie en werd suffragaan aan het nieuw verheven aartsbisdom San Fernando. Op 15 november 1982 werd het verheven tot bisdom. 

## Parochies
Het bisdom had in 2021 een oppervlakte van 3.642 km2 en telde 890.053 inwoners waarvan 80,0% rooms-katholiek was.

## Bisschoppen
- Henry Charles Byrne (prelaat: 20 augustus 1956, 15 november 1982 - 16 juli 1983)
- Paciano Basilio Aniceto (20 oktober 1983 - 31 januari 1989)
- Deogracias Soriano Iñiguez Jr. (27 december 1989 - 28 juni 2003)
- Florentino Galang Lavarias (19 juni 2004 - 25 juli 2014)
- Bartolome Gaspar Santos (17 februari 2018 - heden)

## Galerij van afbeeldingen

Wapen van het bisdom
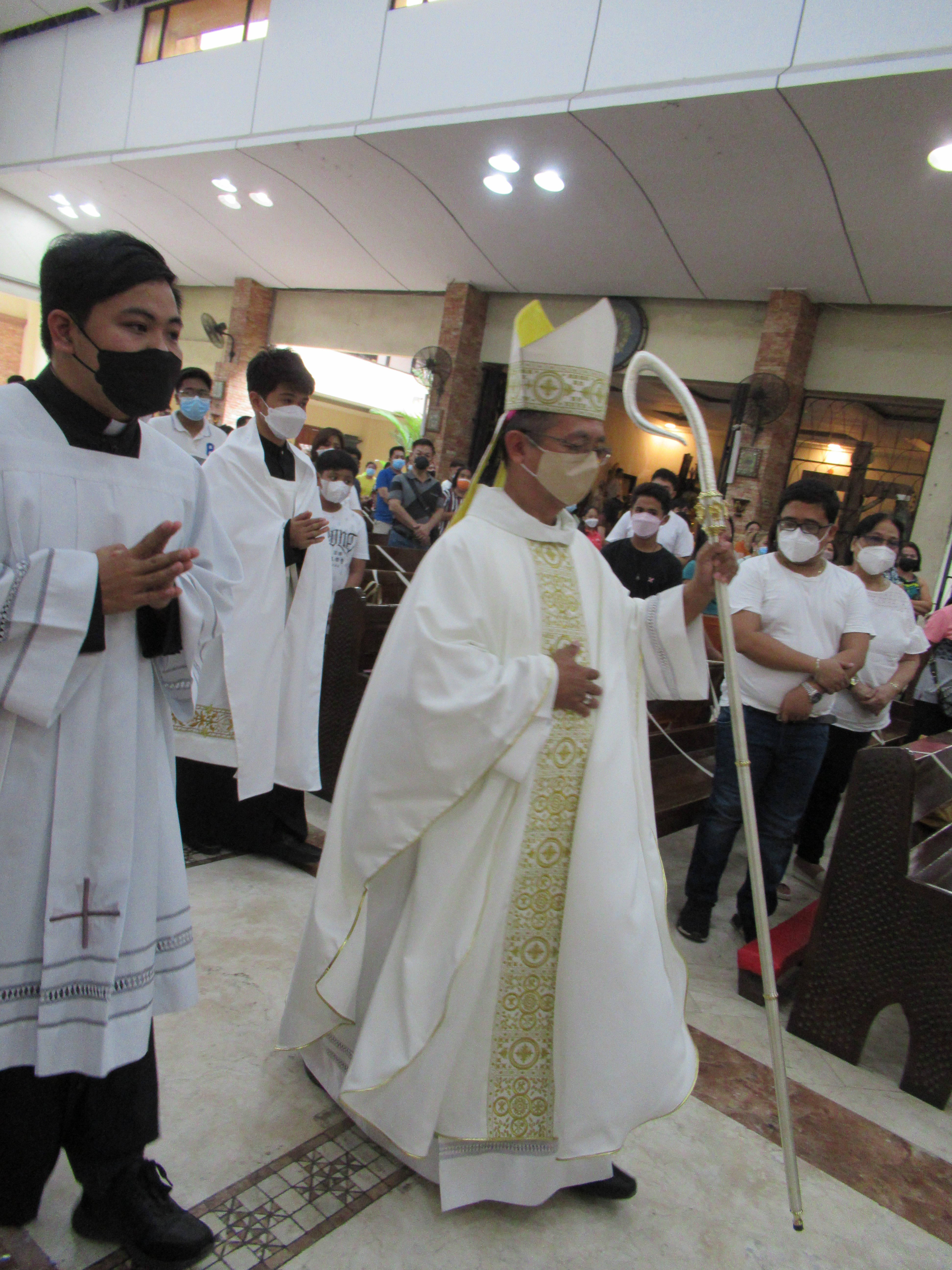
Bisschop Bartolome Gaspar Santos (2018-heden)

San Fernando (aartsbisdom) · Balanga · Iba · Tarlac